# Europa Cup (korfbal) 1999
De Europacup korfbal 1999 was de 14e editie van dit internationale zaalkorfbaltoernooi. In vergelijking met de editie van 1998 deed er nu wel weer een Nederlandse ploeg mee. Het toernooi werd gehouden van 7 tot en met 9 januari 1999 in de Tsjechische hoofdstad Praag.

## Deelnemers

### Poule A
| Club          | Plaats         |
| ------------- | -------------- |
| AKC           | Antwerpen      |
| Grün-Weiss    | Castrop-Rauxel |
| VKC Kolín     | Kolín          |
| SKK Prievidza | Prievidza      |

### Poule B
| Club                           | Plaats      |
| ------------------------------ | ----------- |
| PKC                            | Papendrecht |
| Mitcham                        | Londen      |
| Grupo Desportivo dos Bons Dias | Lissabon    |
| AWF Warszawa                   | Warschau    |

## Poulefase

### Poule A
| Thuisploeg |   | Uitploeg   | Uitslag |
| ---------- | - | ---------- | ------- |
| AKC        | - | Grün-Weiss | 17-14   |
| VKC Kolín  | - | Prievidza  | 21-12   |
| Grün-Weiss | - | VKC Kolín  | 11-16   |
| AKC        | - | Prievidza  | 31-9    |
| Grün-Weiss | - | Prievidza  | 19-17   |
| AKC        | - | VKC Kolín  | 26-10   |

### Poule B
| Thuisploeg |   | Uitploeg     | Uitslag |
| ---------- | - | ------------ | ------- |
| PKC        | - | Mitcham      | 28-8    |
| GDdBD      | - | AWF Warszawa | 16-17   |
| Mitcham    | - | GDdBD        | 17-14   |
| PKC        | - | AWF Warszawa | 31-12   |
| Mitcham    | - | AWF Warszawa | 24-16   |
| PKC        | - | GDdBD        | 28-16   |

## Finales
| 7e&8e plaats |           |    |
|              |           |    |
| A4           | Prievidza | 10 |
| B4           | GDdBD     | 17 |

| 5e&6e plaats |              |    |
|              |              |    |
| A3           | Grün-Weiss   | 15 |
| B3           | AWF Warszawa | 8  |

| 3e&4e plaats |           |    |
|              |           |    |
| A2           | VKC Kolín | 10 |
| B2           | Mitcham   | 12 |

| Finale |     |    |
|        |     |    |
| A1     | AKC | 13 |
| B1     | PKC | 15 |

| Kampioen EuropaCup 1999 |
| ----------------------- |
| PKC Derde titel         |

## Eindklassement
| Positie | Club         |
| ------- | ------------ |
| Goud    | PKC          |
| Zilver  | AKC          |
| Brons   | Mitcham      |
| 4       | VKC Kolín    |
| 5       | Grün-Weiss   |
| 6       | AWF Warszawa |
| 7       | GDdBD        |
| 8       | Prievidza    |

1967 ·
1968 ·
1969 ·
1970 ·
1971 ·
1972 ·
1973 ·
1974 ·
1975 ·
1976 ·
1977 ·
1978 ·
1979 ·
1980 ·
1981 ·
1982 ·
1983 ·
1985 ·
1986 ·
1988 ·
1989 ·
1990 ·
1991 ·
1992 ·
1993 ·
1994 ·
1995 ·
1996 ·
1997 ·
1998 ·
1999 ·
2000 ·

2001 ·
2002 ·
2003 ·
2004 ·
2005 ·
2006 ·
2007 ·
2008 ·
2009 ·
2010 ·
2011 ·
2012 ·
2013 ·
2014 ·
2015 ·
2016 ·
2017 ·
2018 ·
2019 ·
2020 ·
2021 ·
2022